# Johann Carrasso
Pour les articles homonymes, voir Carrasso.
Johann Carrasso, né le 7 mai 1988 à Avignon, dans le Vaucluse, est un footballeur français qui évoluait au poste de gardien de but.
Il est le frère cadet de Cédric Carrasso, également gardien de but.

## Biographie

### En club
Né à Avignon, Johann Carrasso commence à jouer au football à l'âge de six ans dans les équipes de jeunes du FC Avignon. Il reste trois ans dans ce club, de 1994 à 1997, puis reste cinq ans dans la section football de la MJC avignonnaise. De 2002 à 2004, il porte les couleurs de l'US Le Pontet avant de rejoindre le centre de formation du Montpellier Hérault Sport Club à l'âge de 16 ans. Il s'impose alors comme un bon espoir, et fait son entrée dans les équipes de France de jeunes.
Après avoir fait deux saisons dans les équipes de jeunes du MHSC, Johann Carrasso intègre l'effectif professionnel en 2007 et devient second gardien derrière Geoffrey Jourdren. Il joue son premier match avec l'équipe première le 28 août 2007 en Coupe de la Ligue face au Dijon FCO (1-1). Durant cette rencontre, il arrête un pénalty lors de la prolongation et un autre lors de la séance des tirs au but remportée par le club héraultais.
À partir de la saison 2008-2009, Carrasso devient titulaire de l'équipe en lieu et place de Geoffrey Jourdren, à la suite d'une blessure lors de la préparation de ce dernier. Il conserve cette place après le retour de l'ex gardien numéro un.
Johann Carrasso se blesse lors du dernier match de la saison face au Racing Club de Strasbourg (en arrêtant un penalty décisif pour la montée), victime d'une rupture du ligament croisé antérieur du genou droit. Cela ne l'empêche pas de prolonger son contrat avec le Montpellier HSC, ce que le lie désormais à ce club jusqu'en juin 2012. Il reprend l'entraînement fin décembre.
Le 29 juin 2010, il s'engage pour quatre saisons avec le Stade rennais FC pour la somme d'un million d'euros et devient ainsi le remplaçant de Nicolas Douchez.
Après n'avoir joué que quatre matchs avec le club breton au cours de la saison 2010-2011 et barré par la venue de Benoît Costil, Carrasso est prêté pour une saison avec option d'achat à l'AS Monaco en Ligue 2 le 19 juillet 2011 afin de retrouver du temps de jeu après deux années quasi blanches. Il est alors mis en concurrence avec Sébastien Chabbert, qui se blesse début septembre 2011, ce qui permet à Carrasso d'être titularisé plusieurs fois en fin d'année. Cependant, Marco Simone décide d'opérer un changement au poste de gardien de but après la trêve hivernale. En effet, le jeune Martin Sourzac est propulsé à son tour numéro un, obligeant Carrasso à se cantonner à un rôle de remplaçant. Dans les dernières heures du marché des transferts hivernal, l'AS Monaco recrute un quatrième gardien, Danijel Subašić, ce qui ne permet plus au gardien français de s'affirmer. Carrasso prend part à 12 matchs jusqu'au mois de janvier, mais n'est plus utilisé par Marco Simone durant la seconde partie de la saison.
Le 3 juillet 2012, il est de nouveau prêté par le club rouge et noir pour une saison au FC Metz sous les ordres d'Albert Cartier pour endosser le rôle de gardien numéro un. Le 3 août suivant, il dispute son premier match avec le club messin lors de la première journée de National face à l'US Boulogne. Il est titulaire jusqu'au mois de février puis devient gardien numéro 2 jusqu'à la fin de la saison.
Le 19 juin 2013 il s'entend avec le Stade rennais FC pour rompre son contrat, et s'engage pour trois saisons avec le FC Metz, qu'il a contribué à faire remonter en Ligue 2 la saison précédente. Pourtant promu, le club lorrain obtient le titre de champion de Ligue 2 à la fin de la saison. Carrasso dispute 33 matchs durant la saison, pour 14 buts encaissés, soit la meilleure défense du championnat.
Lors de saison 2014-2015 en Ligue 1, Johann Carrasso se blesse lors d'un match disputé face à l'OGC Nice lors de la cinquième journée. Plus tard dans la saison, à l'image de la saison catastrophique du club, il fait quelques erreurs qui coûtent des buts à son équipe, et perd sa place de titulaire au profit d'Anthony Mfa Mezui. Il défend tout de mêmes les cages messines lors de la dernière journée à domicile face au LOSC Lille pour une défaite de 4-1. Le FC Metz est relégué en Ligue 2, terminant 19e devant le RC Lens.
À l'intersaison, Albert Cartier limogé, l'entraîneur belge José Riga qui prend les rênes de l'équipe lorraine. Le technicien souhaite alors se séparer des deux premiers gardiens dans la hiérarchie de son prédécesseur : Carrasso et Mfa Mezui[réf. nécessaire]. Ce dernier est prêté à Seraing United, club satellite du FC Metz, tandis que Carrasso ne trouve aucun club alors qu'il lui reste un an de contrat en Moselle. Il reste donc dans l’effectif professionnel du club grenat mais se voit passer du rang de premier à celui de troisième gardien. Le 1er février 2016, il est transféré au Stade de Reims, avec lequel il signe un contrat d'un an et demi.
Lors de la saison 2018-2019, il est avec Yunis Abdelhamid l'un des deux délégués syndicaux de l'UNFP au sein du Stade de Reims.

### Sélection nationale
Johann Carrasso participe au Championnat d'Europe des moins de 19 ans en 2007 qui se déroule en Autriche du 16 au 27 juillet 2007. Il prend part aux quatre matchs des Bleus en qualité de capitaine. Après s'être qualifiée pour les demi-finales, la France s'incline aux tirs au but face à l'Espagne.
Carrasso est sélectionné pour participer au tournoi de Toulon 2009 avec l'équipe de France espoirs mais sa blessure lors du match de championnat contre Strasbourg l'oblige à déclarer forfait.
Il dispute cinq rencontres avec l'équipe de France espoirs entre novembre 2008 et septembre 2010.

## Statistiques
| Saison                | Club                  | Championnat           | Championnat | Championnat | Coupe nationale | Coupe nationale | Coupe de la Ligue | Coupe de la Ligue | Total | Total |
| Saison                | Club                  | Division              | M.          | B.          | M.              | B.              | M.                | B.                | M.    | B.    |
| 2007-2008             | Montpellier HSC       | Ligue 2               | 6           | 0           | -               | -               | 2                 | 0                 | 8     | 0     |
| 2008-2009             | Montpellier HSC       | Ligue 2               | 35          | 0           | -               | -               | -                 | -                 | 35    | 0     |
| 2009-2010             | Montpellier HSC       | Ligue 1               | -           | -           | -               | -               | -                 | -                 | 0     | 0     |
| Sous-total            | Sous-total            | Sous-total            | 41          | 0           | -               | -               | 2                 | 0                 | 43    | 0     |
| 2010-2011             | Stade rennais FC      | Ligue 1               | 1           | 0           | 2               | 0               | 1                 | 0                 | 4     | 0     |
| Sous-total            | Sous-total            | Sous-total            | 1           | 0           | 2               | 0               | 1                 | 0                 | 4     | 0     |
| 2011-2012             | AS Monaco FC (prêt)   | Ligue 2               | 11          | 0           | 1               | 0               | -                 | -                 | 12    | 0     |
| Sous-total            | Sous-total            | Sous-total            | 11          | 0           | 1               | 0               | -                 | -                 | 12    | 0     |
| 2012-2013             | FC Metz (prêt)        | National              | 23          | 0           | 5               | 0               | 1                 | 0                 | 29    | 0     |
| 2013-2014             | FC Metz               | Ligue 2               | 33          | 0           | -               | -               | -                 | -                 | 33    | 0     |
| 2014-2015             | FC Metz               | Ligue 1               | 21          | 0           | 3               | 0               | 1                 | 0                 | 25    | 0     |
| Sous-total            | Sous-total            | Sous-total            | 77          | 0           | 8               | 0               | 2                 | 0                 | 87    | 0     |
| 2015-2016             | Stade de Reims        | Ligue 1               | 10          | 0           | -               | -               | -                 | -                 | 10    | 0     |
| 2016-2017             | Stade de Reims        | Ligue 2               | 29          | 0           | 1               | 0               | -                 | -                 | 30    | 0     |
| 2017-2018             | Stade de Reims        | Ligue 2               | 3           | 0           | 2               | 0               | 2                 | 0                 | 7     | 0     |
| Sous-total            | Sous-total            | Sous-total            | 42          | 0           | 3               | 0               | 2                 | 0                 | 47    | 0     |
| Total sur la carrière | Total sur la carrière | Total sur la carrière | 172         | 0           | 14              | 0               | 7                 | 0                 | 193   | 0     |

## Palmarès

### En club
- Montpellier HSC
  - Vice-champion de France de Ligue 2 en 2009.

- FC Metz
  - Champion de France de Ligue 2 en 2014.

- Stade de Reims
  - Champion de France de Ligue 2 en 2018.